# برایس دویت

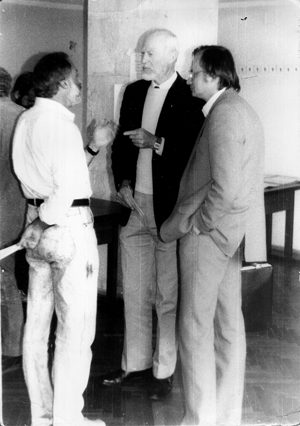
دویت در گردهمایی گرانش کوانتمی در مسکو در سال ۱۹۹۰

برایس دویت (به انگلیسی: Bryce Dewitt) متولد ۱۹۲۳ ایالت کالیفرنیا، فیزیکدان نظری برجسته آمریکایی بود.
دویت دانش آموخته دانشگاه هاروارد بود و زیر نظر جولین شوینگر تز دکترای خود در مورد گرانش کوانتومی را نوشت. پس از یک دوره فوق دکترا در پرینستون، به تشویق فریمن دایسون به کارولینای شمالی رفت و رهبری یک مؤسسه علمی را برعهده گرفت. او در آنجا در سال ۱۹۶۴ در نگارش نظریه ذره بوزون هیگز (اثر پیتر هیگز) نقش هدایت‌کننده ایفا کرد.
در سال ۱۹۷۱ به هیأت علمی دانشگاه تگزاس در آستین پیوست٬ و در آنجا روی مفاهیمی چون میدان شبح کار کرد. او و جان ویلر با هم همکاریهای مشترکی انجام دادند که معادله ویلر-دویت یکی از نتایج آن است.
او همچنین با ویلر راجع به تعبیر چند جهانی هیو اورت مطالعات زیادی انجام دادند که در بیوگرافی دویت آمده است.
او در دههٔ ۱۹۹۰ مدتی به عنوان پژوهشگر میهمان در دانشگاه صنعتی شریف در تهران به پژوهش و آموزش پرداخت.
او در سال ۲۰۰۴ در فرانسه درگذشت و همانجا به خاک سپرده شد.